# Воронежский военный округ
Воро́нежский вое́нный о́круг — оперативно-стратегическое территориальное объединение Вооружённых сил СССР, существовавшее в 1945—1946 и 1949—1960 годах.

## История
Воронежский военный округ был образован по приказу Народного комиссара обороны СССР от 9 июля 1945 года на территории, включавшей Воронежскую, Курскую, Орловскую и Тамбовскую области. Управление сформировано на базе управлений Орловского военного округа и 6-й армии. По приказу от 4 февраля 1946 включён в МВО. В июне 1946 года расформирование округа было завершено.
Вторично образован 28 мая 1949 года. Включил прежнюю территорию, а с января 1954 также вновь образованные Липецкую, Белгородскую и Балашовскую области. Расформирован 18 августа 1960 года. Территория и войска переданы в Московский военный округ.

## Командование

### Командующие войсками Воронежского ВО
- 09 июля 1945 — 18 июня 1946 — генерал-полковник В. З. Романовский,
- июнь 1949 — октябрь 1955 —  генерал-полковник М. С. Шумилов,
- октябрь 1955 — май 1957 —  генерал-полковник А. П. Белобородов,
- июнь 1957 — июнь 1960 — генерал-полковник  А. М. Андреев.

### Члены Военного совета
- июль 1945 — июнь 1946 — генерал-лейтенант И. П. Коннов,
- июнь 1949 — июнь 1950 — генерал-лейтенант В. А. Сычёв,
- июнь 1950 — октябрь 1953 — генерал-майор Ф. В. Яшечкин,
- октябрь 1953 — апрель 1955 — генерал-лейтенант И. А. Гросулов,
- сентябрь 1955 — июль 1960 — генерал-лейтенант И. Г. Деревянкин.

### Начальники штаба
- июль 1945 — май 1946 — генерал-лейтенант Ф. Д. Кулишев,
- август 1949 — февраль 1955 — генерал-лейтенант Г. П. Коротков,
- февраль 1955 — апрель 1957 — генерал-майор К. Ф. Васильченко,
- апрель 1957 — май 1959 — генерал-лейтенант А. Д. Голубев,
- май 1959 — май 1960 — генерал-майор Г. Г. Семёнов

### Первые заместители командующего войсками округа
- ноябрь 1945 — июль 1946 — генерал-майор М. И. Козлов,
- октябрь 1953 — август 1958 — генерал-лейтенант В. И. Щербаков,
- август 1958 — июнь 1960 — генерал-лейтенант С. К. Мамонов.

## Штаб округа
Штаб округа находился в Воронеже.

## Источник
Воронежский военный округ // Военная энциклопедия / П. С. Грачёв. — Москва: Военное издательство, 1994. — Т. 2. — С. 273. — ISBN 5-203-00299-1.
- Военный энциклопедический словарь. Москва-2002.
- Калашников К. А., Додонов И. Ю. Высший командный состав Вооружённых сил СССР в послевоенный период. Справочные материалы (1945—1975 гг.). Том 1. Усть-Каменогорск: «Медиа-Альянс», 2013. — ISBN 978-601-7378-16-5. — С. 51-53.
- Феськов В. И., Голиков В. И., Калашников К. А., Слугин С. А. Вооруженные силы СССР после Второй мировой войны: от Красной армии к Советской (часть1: Сухопутные войска)/ под науч. ред. В. И. Голикова. - Томск: Изд-во НТЛ, 2013. - 640 с.